# Rue Marc-Antoine-Petit
La rue Marc-Antoine-Petit est une rue du quartier Sainte-Blandine située sur la presqu'île dans le 2e arrondissement de Lyon, en France.

## Situation et accès
La rue commence cours Charlemagne, en face de la rue Bichat et le long de la place de l'Hippodrome, et se termine quai Perrache. Elle est traversée par les rues Smith, Quivogne et Delandine. La circulation se fait dans le sens inverse de la numérotation et à double-sens cyclable avec un stationnement des deux côtés.
Une station Vélo'v est au début de cette voie; un stationnement cyclable ainsi qu'une borne-fontaine Bayard qui distribue de l'eau potable sont disponibles sur la place de Hippodrome au niveau de la rue Smith et de la rue Petit tandis qu'à l'angle opposé se trouve l'arrêt Marc-Antoine-Petit du bus  .

## Origine du nom
Marc-Antoine Petit (1766-1811) est un chirurgien lyonnais de l’Hôtel-Dieu de Lyon ; Il est conseiller municipal de Lyon, président de la société nationale de médecine et des sciences médicales de Lyon et président de l’académie des sciences, belles-lettres et arts de Lyon.

## Histoire
Cette nouvelle rue est ouverte vers 1830 et reçoit le nom du docteur Petit, par délibération municipale du 16 juillet 1830. À l'origine, elle allait jusqu’à la voie de chemin de fer, puis en 1932, sa partie ouest, après le Cours Charlemagne, est renommée et associée à la rue Bichat en l'honneur d'un de ses élèves, Xavier Bichat.